# Granja San Martín
Granja San Martín är en ort i Mexiko.   Den ligger i kommunen Villa de Reyes och delstaten San Luis Potosí, i den centrala delen av landet, 300 km nordväst om huvudstaden Mexico City. Granja San Martín ligger 1 786 meter över havet och antalet invånare är 113.
Terrängen runt Granja San Martín är platt åt nordväst, men åt sydost är den kuperad. Granja San Martín ligger nere i en dal. Runt Granja San Martín är det ganska glesbefolkat, med 22 invånare per kvadratkilometer. Närmaste större samhälle är Santa María del Río, 14,3 km sydost om Granja San Martín. Omgivningarna runt Granja San Martín är i huvudsak ett öppet busklandskap.